# 木生シダ

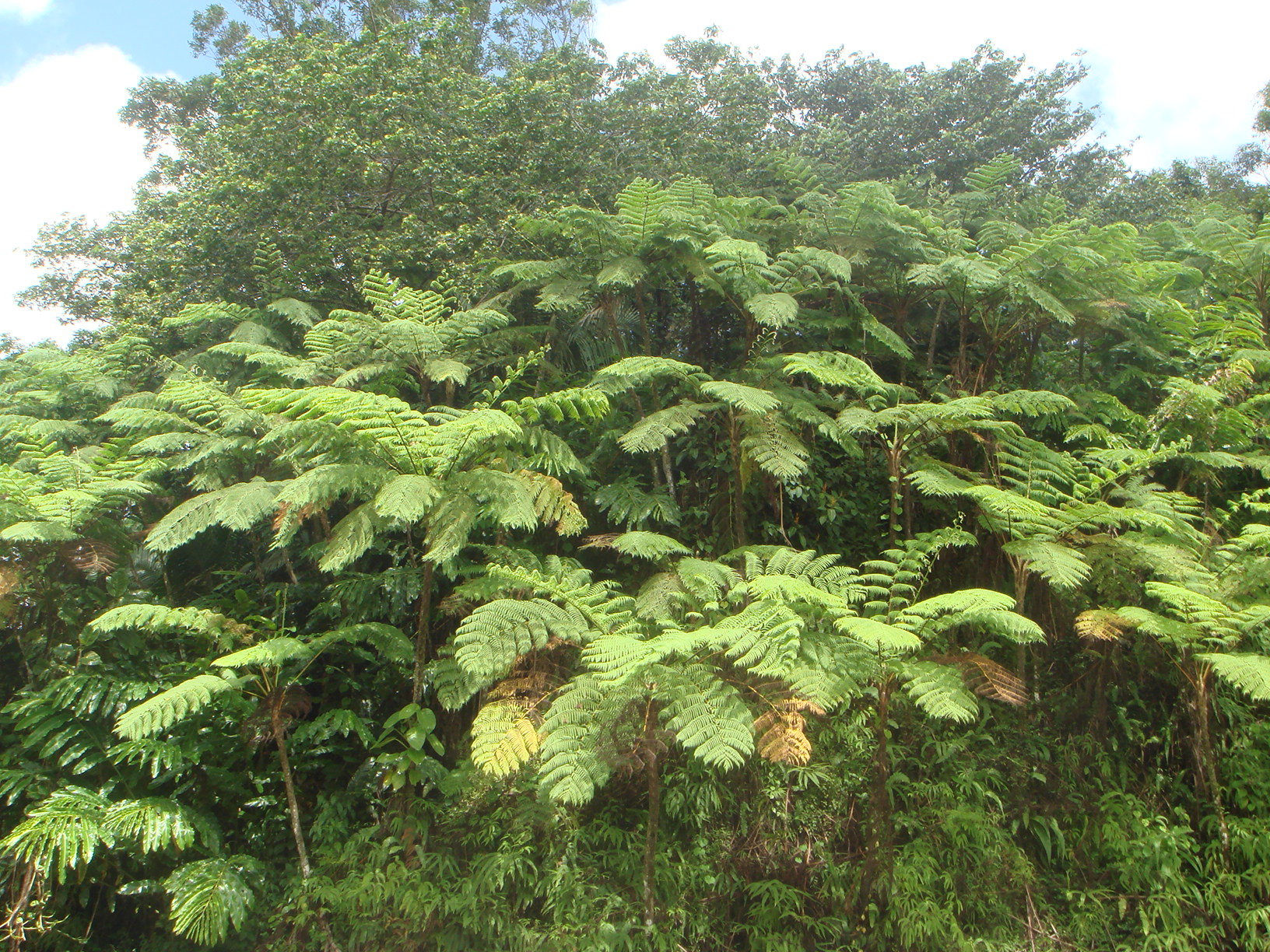
木生シダ（Cyathea arborea・ヘゴ属）の群落・プエルトリコ

木生シダ（もくせいシダ）とは、樹木状になるシダ植物のことである。直立した丈夫な『幹』を持ち、とても背が高くなる種を含むが、その幹は肥大成長をせず、その意味では木本ではない。なお、広義のシダ植物では本当に木本であるものがかつては存在した。

## 概説
現在のシダ植物は基本的に草本であり、茎は這うかごく短く立ち上がる。そんな中、木生シダとは、外見的に太い『幹』があって、ある程度の高さまで直立して育つものを指す言葉である。木性シダ、樹状シダという語も同じ意味に使われる。大きいものでは20mに達する例もある。これらは分類上はシダ綱に属するもので、特にヘゴ科とタカワラビ科に多い。しかし、それ以外の群にも散発的に見られる。また熱帯域を中心に見られる。茎はほとんどの場合に分枝せず、先端部に大きな葉を輪生状に出すので、外見的にはヤシ類やソテツ類のような姿になる。
しかしながら、この群では茎に二次成長（肥大成長）をするための構造が存在しない。つまり、茎そのものは太くなってゆくことが出来ない。この類では根元に近い太い『幹』は、その中心部に茎があるものの、大部分は茎の表面から多数出て伸びた根が折り重なったものである。
なお、古生代には広義のシダ植物に類するもので大木になるものが出現し、それらは茎に二次肥大成長を行う構造を発達させたものが含まれる。これらも広義には木生シダと言うが、狭義にはヘゴ科に見られるような形のものだけをこの名で呼び、現生のものは全てこれに属する。

## 特徴
最も大きいものは高さ24mにも達する。以下、典型的なものとしてヘゴ科 Cyatheaceaeとヘゴ属 Cyathea とヘゴ C. spinulosa の形態について記す。茎は直立して高く伸びる。葉は螺旋状に密に着くが、下方から枯れて、常に先端に数枚だけがある。ほとんど分枝はせず、そのために先端の葉がある部分以下では葉も枝もない。葉の基部に離層を生じるものでは、茎の表面には葉が落ちた痕跡が茎の表面を覆う。幹の下方では次第に表面から出た根がその表面を覆い、やがて茎の表面は完全に見えなくなる。
茎はほとんどの場合に分枝しない。例えば伐採などにより先端の成長部が損なわれると、そのまま復活しない例が多い。ただし不定芽を生じて側方に成長することもある。例えば硫黄島のエダウチヘゴ Cyathea tuyamae はこの性質が強く、名前通りに分枝して成長する。

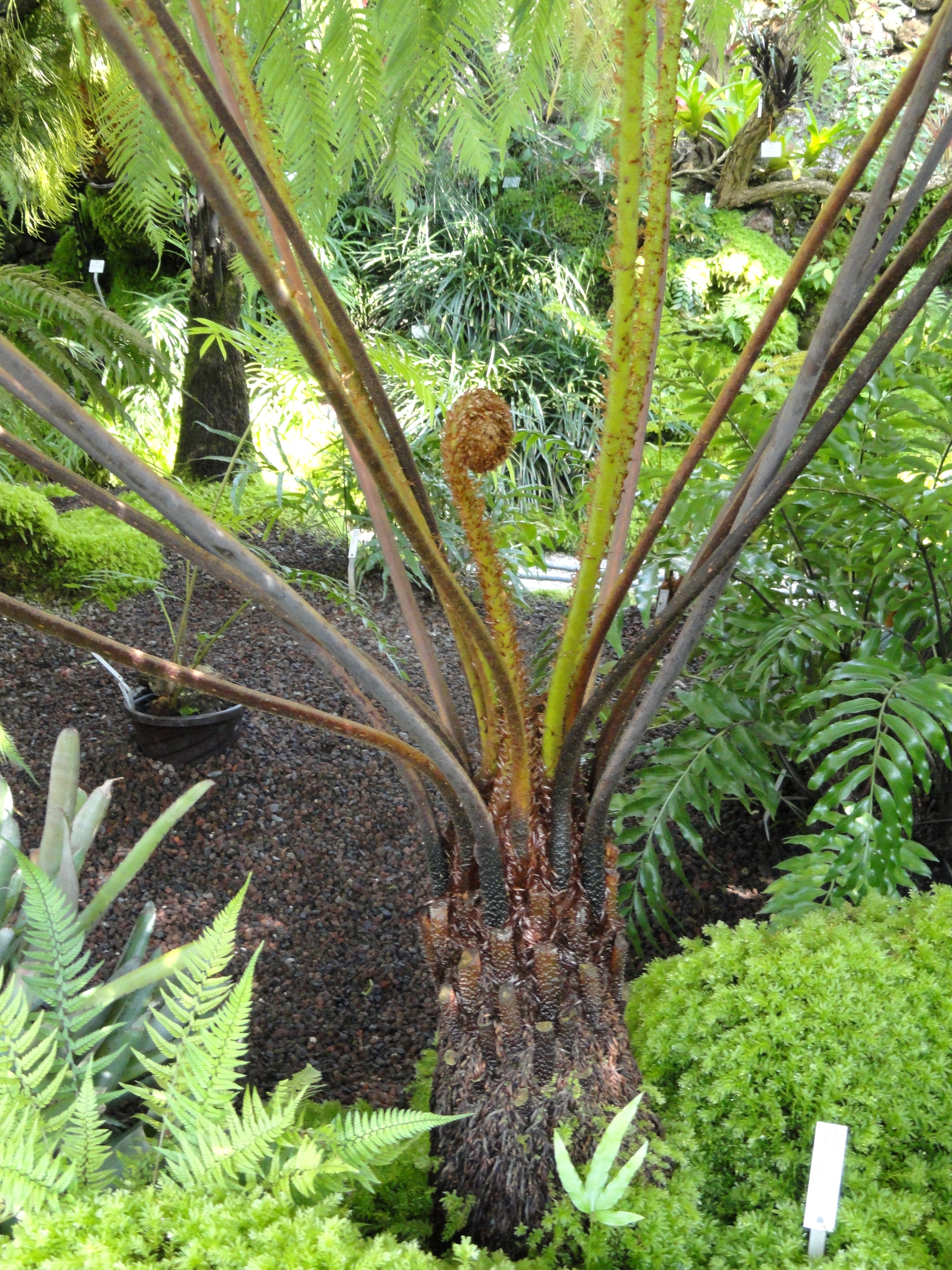
Cyathea dregeiヘゴ属 茎の先端と葉の基部
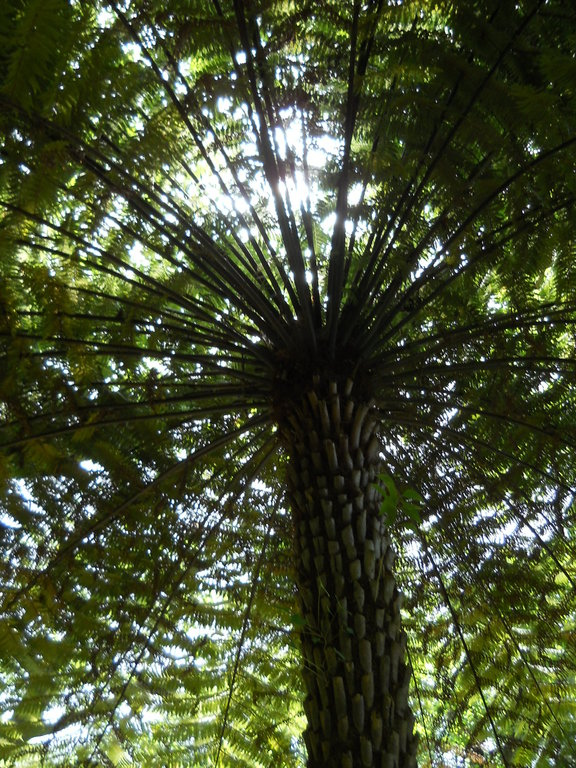
C. australis 茎の半ばまで表面が枯れた葉の基部で覆われる
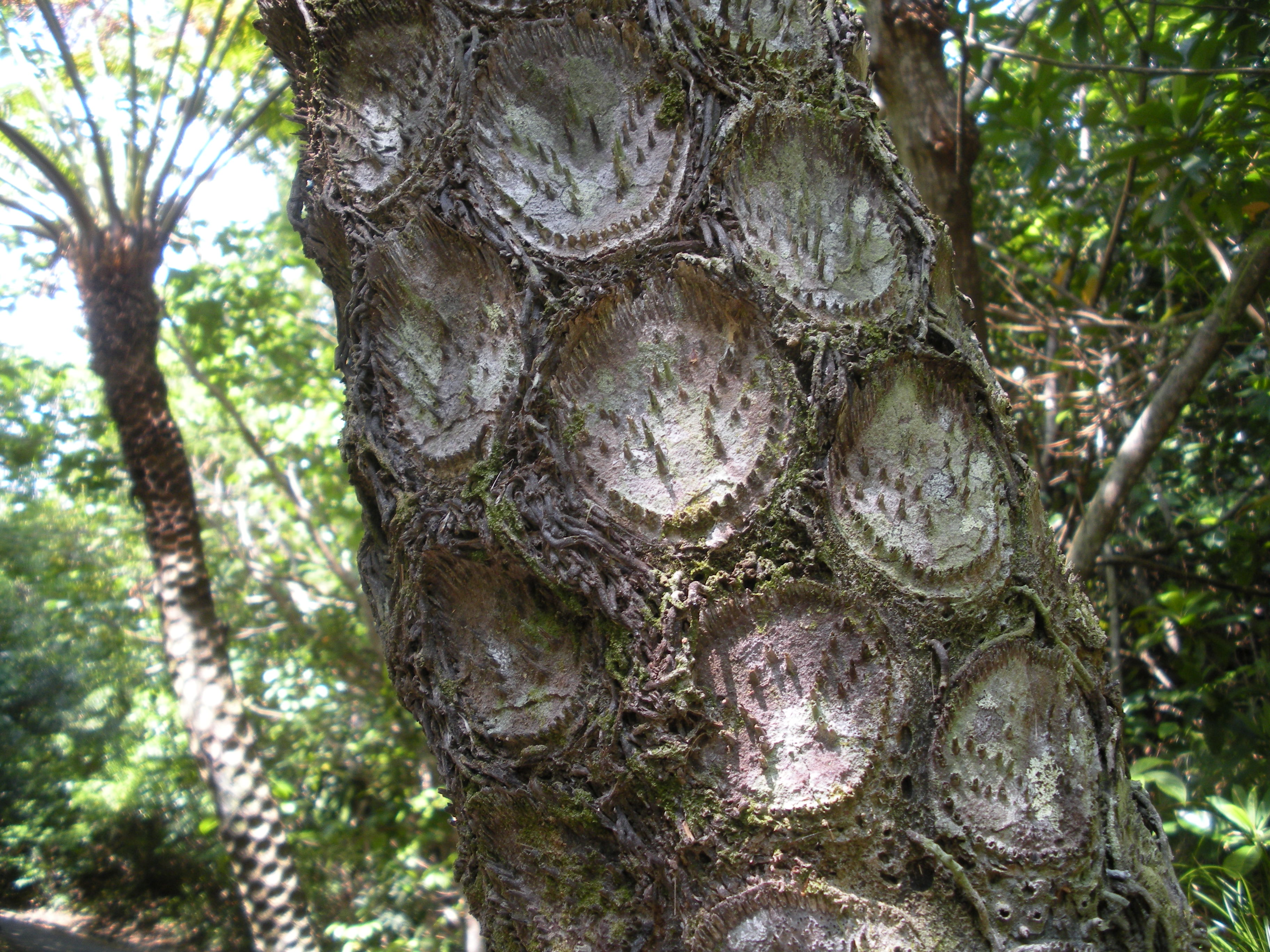
C. mertensiana 葉が落ちると葉跡が茎の表面を覆う
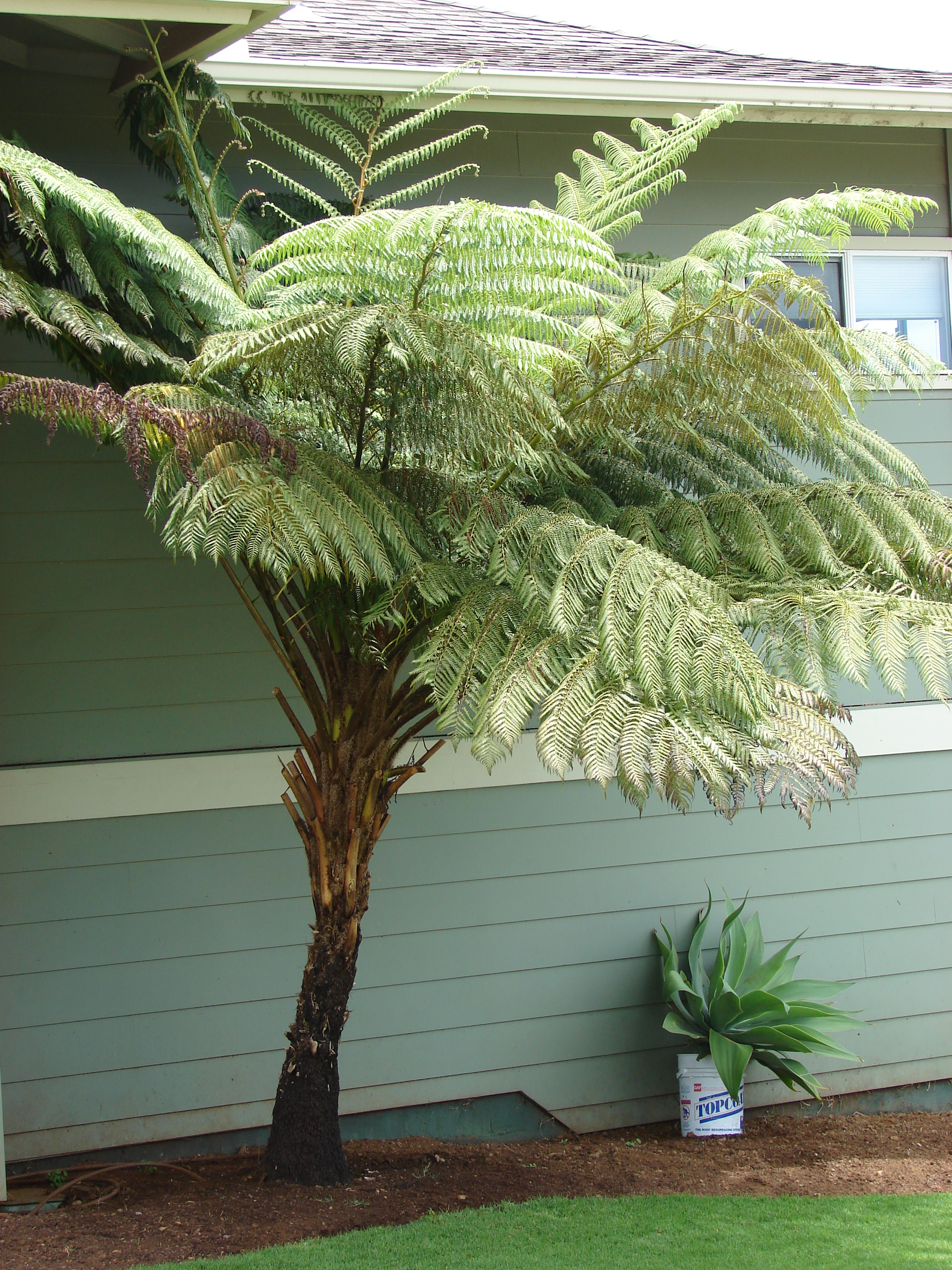
C. cooperi 基部は根が覆って太くなる
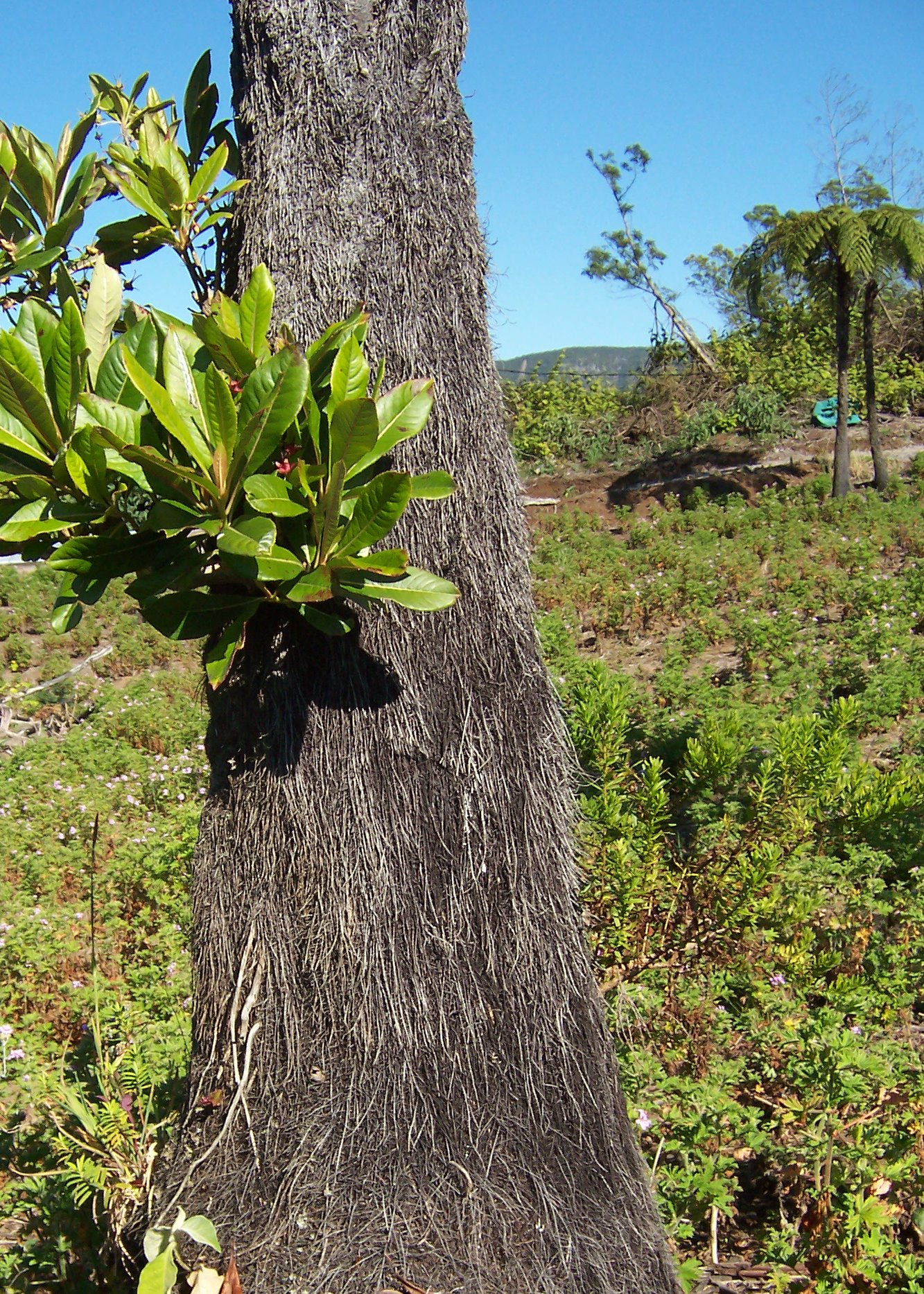
C. glauca 折り重なる根の層

## 幹の構造

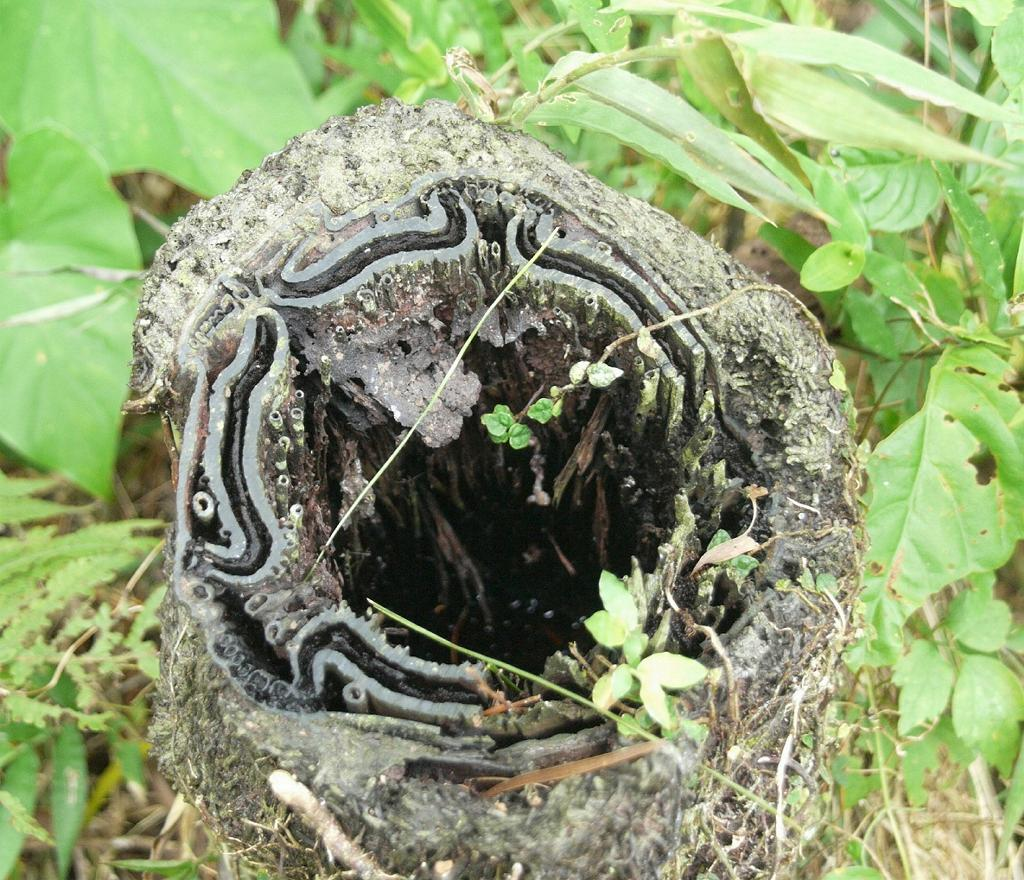
ヘゴ属の1種・茎の断面

シダ綱の植物の茎では中心に師部に包まれた木部をもつ原生中心柱、髄を囲む環状の木部の内外を師部が包む環状中心柱、あるいは環状の維管束から葉への維管束が分枝してあちこちに穴（葉跡）が開く網状中心柱を持つ。木生シダは多くの葉が短い間隔で生じるものが多いため、網状中心柱となるものが多い。また、匍匐する茎を持つシダ類ではこの葉跡が上面に集中し、そのために茎に腹背の分化が起きるが、直立する木生シダではそれが無く、放射相称になる。
現生の木生シダでは成長するに連れて茎そのものも太くなるが、これは肥大成長によるものではなく、茎の先端の成長組織そのものを巨大化し、最初から太い茎を形成することによって実現されている。したがって、茎そのものだけを見ると、木生シダの茎は根元が細く、先端に向かって太くなる逆円錐形である。これではその身体を支えられないのであるが、それを補っているのが根である。この類では茎から不定根が多量に出て、これが茎の表面を覆い、地上に達することで外見的には根元の方が太い形を作り、幹を支えている。したがって、この部分で断面を作ると、中心に細い茎があり、その外側には細い根の断面がぎっしりと集まった層がそれを取り巻いている。ただし、茎そのものの中にも厚壁組織がよく発達して機械的強度を与えている。
なお、ヘゴの場合、この幹を覆う根の先端は空中で裸出しており、これは湿潤な森林環境で空中湿度を利用する役割を担う。このため、栽培下で空中湿度が不足する条件にした場合、根元に水を与えても効果が無く、根元回りを水苔で覆うなど、根の層に水を与えるようにする必要がある。これは木生シダ一般に通じるものではなく、ヒカゲヘゴ C. lepifera は日向にも生育し、校庭などでも育つ。

### 特殊例
中生代白亜紀に北半球に広く生育していた木生シダにテムプスキア属 Tempskya （テムプスキア科）があり、これはまた別の形で木生シダの形を作っている。その『幹』は高さ6m、太さ40cmに達したが、その幹の断面中心にはヘゴに見られるような茎がない。これは、太させいぜい数mmから2cmまでの茎が多数あり、それらが多量の根を出し合って絡まり合い、纏まって一本の幹を形成していたものである。これをヘゴなどのものと区別するために『偽幹(ぎかん False trunk)』という。

## 分類
木生シダとなるものは、シダ綱の中で、主としてヘゴ科とタカワラビ科 Dicksoniaceae のものである。ヘゴ科は600-650種があってそのほとんどはヘゴ属に含まれる。木生シダの種が多く、最大で20mに達する。タカワラビ科は5-6属がある。ディクソニア属 Dicksonia は木生シダとしては冷涼な雲霧林に産する。多くは2m程度の高さになるがより大きいものもある。 Dicksonia fibrosa は6mに達する。
このほかにゼンマイ科 Osmundaceae、シシガシラ科 Blechnaceae、イワデンダ科 Woodsiaceaeにも同様な姿となるものが含まれる。ただし、これらは最初の2科程には大きくならず、その高さは数10cmからせいぜい2mに留まる。またリュウビンタイ科 Marattiaceaeの絶滅群であるプサロニウス属 Psaronius が古生代石炭紀に、やはり同様な木生シダであったとされる。
ただし木生シダが多い群であってもそうならないものもあるし、同じ種でも必ずしも木生となるとは限らない。たとえばヘゴ科のヘゴ属は大部分の種が木生であるが、日本産のものではチャボヘゴ C. metteniana やクサマルハチ C. hancockii は茎は短く立つ場合もあるが斜めや横に這うこともあり、木生にはならない。またヘゴは高さ4mに達するものだが、紀伊半島や四国ではベニシダ程度の大きさにしかならず、木生シダ本来の姿は見られない。これは木生の形に成長するまでに寒波によって枯死するためかも知れないという。

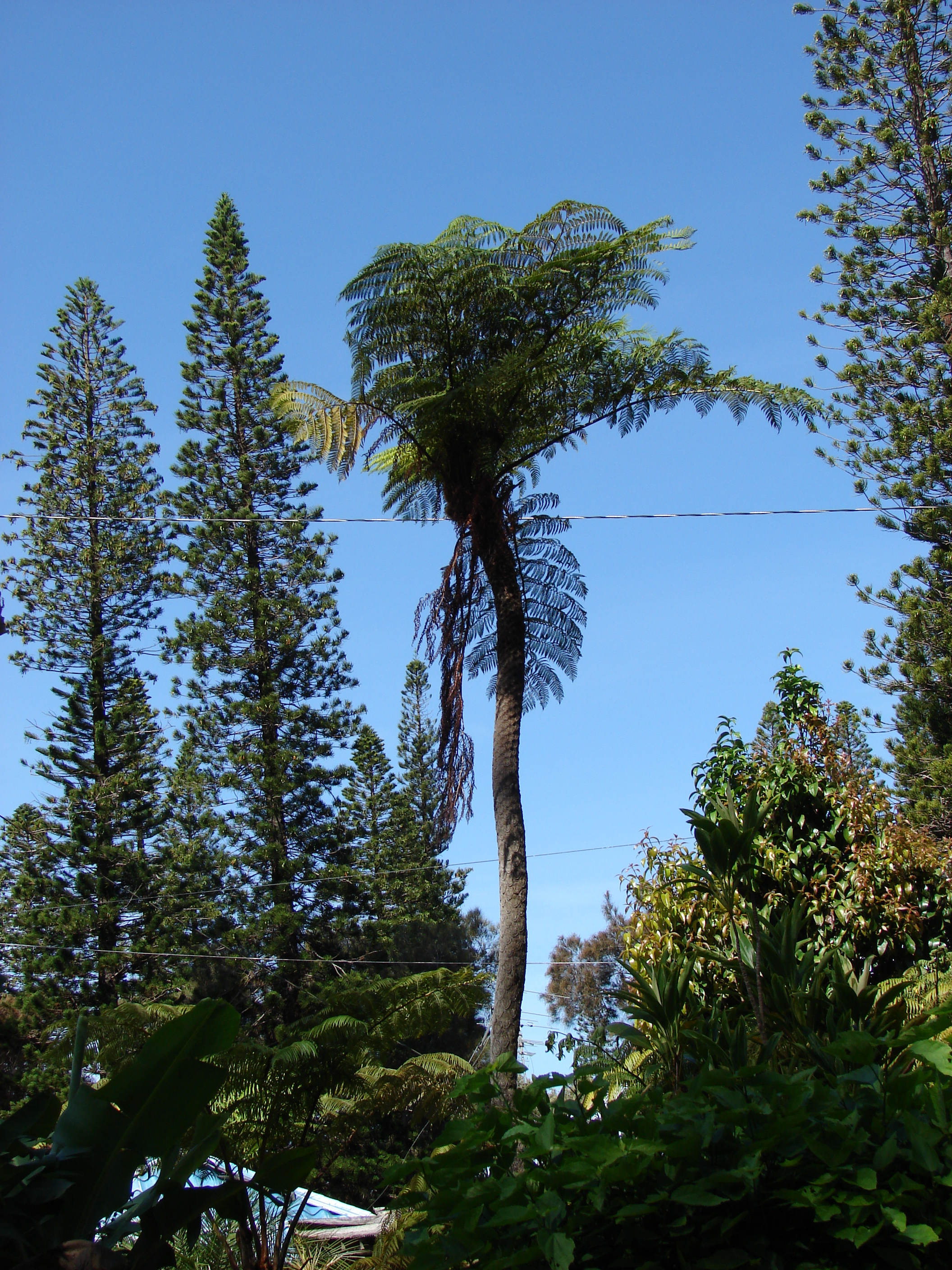
Cyathea cooperi ヘゴ科ヘゴ属
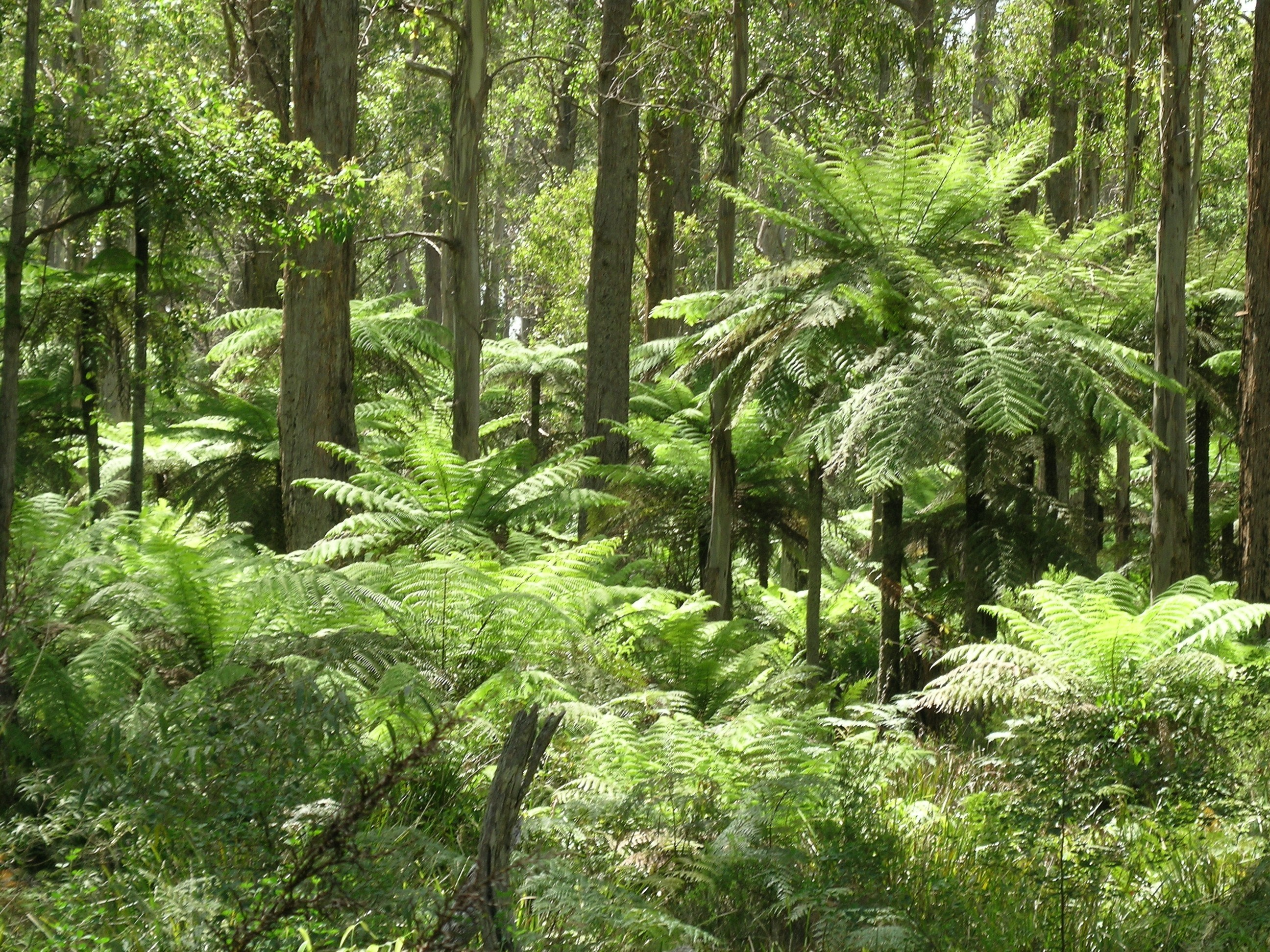
Dicksonia antarctica タカワラビ科ディクソニア属
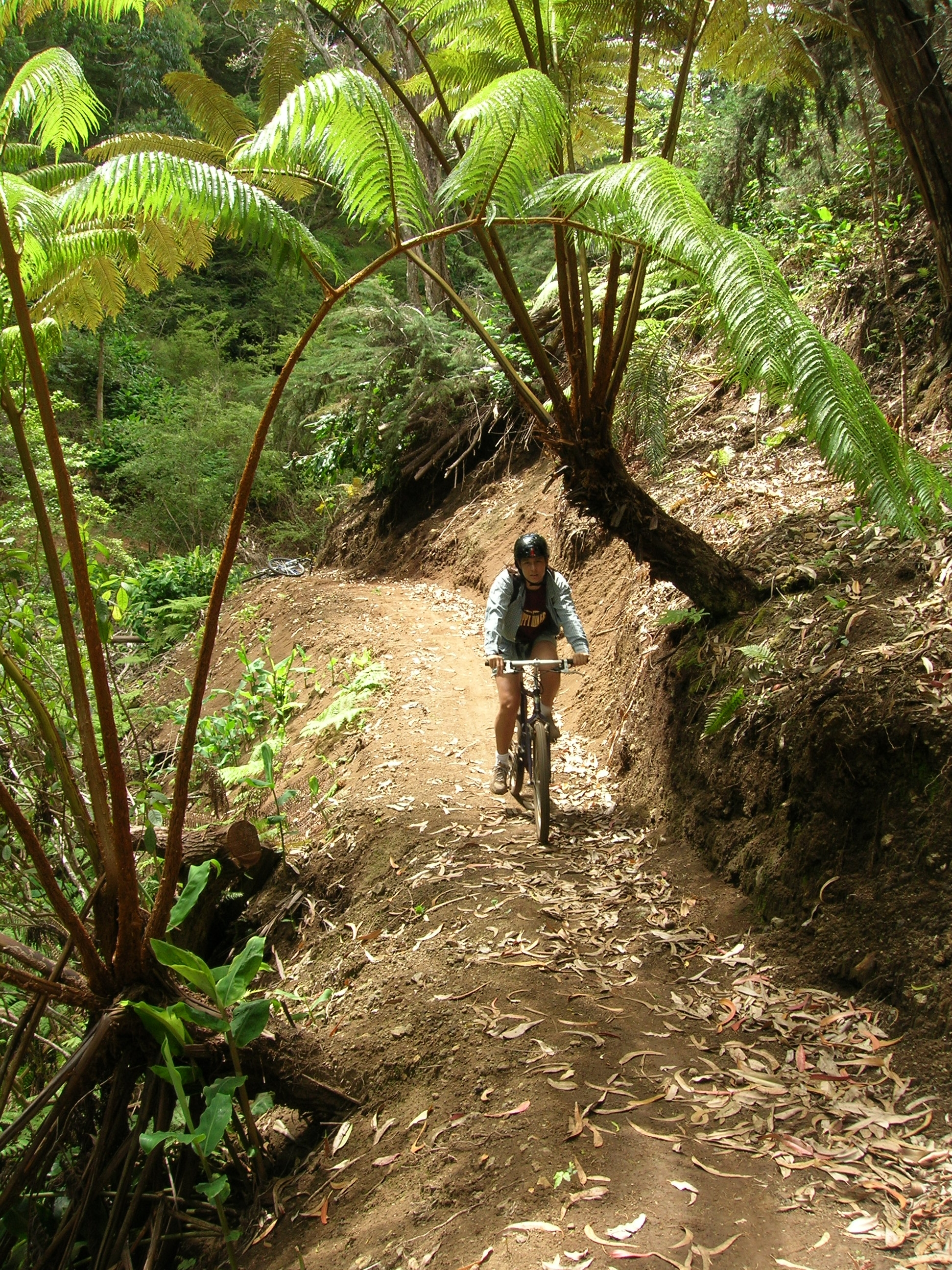
Cibotium glaucum タカワラビ科タカワラビ属
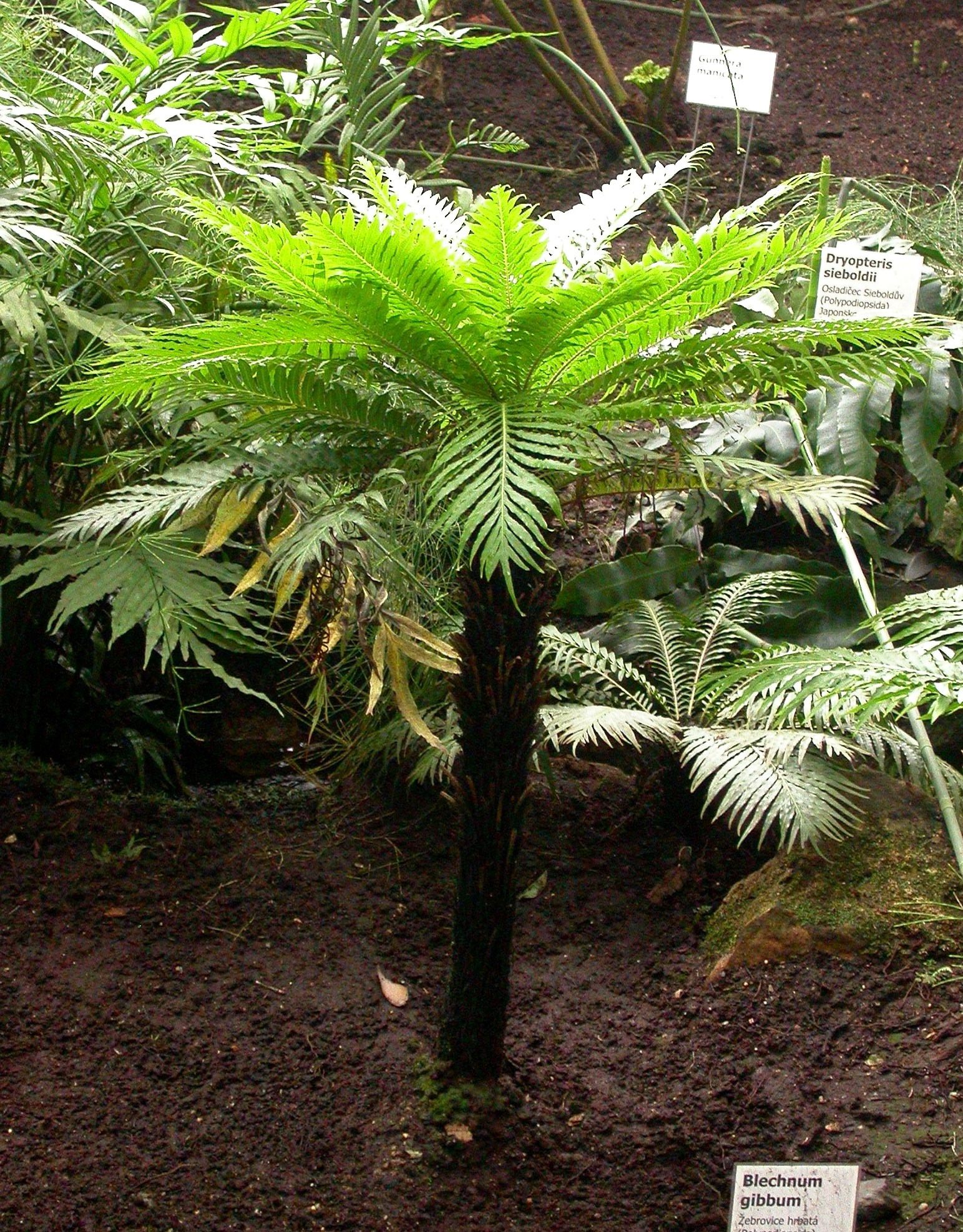
ブレクヌム・ギッブム シシガシラ科ヒリュウシダ属

### 日本の場合
日本にはヘゴ科はヘゴ属が8種、タカワラビ科はタカワラビ属が1種があるが、タカワラビとヘゴ属の2種は草本である。他の科にも木生のものはなく、ヘゴ属の6種だけが木生シダである。それぞれ以下の通り。
- C. spinulosa　ヘゴ：4m・伊豆・小笠原諸島と鹿児島県南部から琉球列島。紀伊半島や四国では木生にならない。
- C. tuyamae　エダウチヘゴ：5m・南硫黄島
- C. mertensiana　マルハチ：10m以上・小笠原諸島
- C. lepifera　ヒカゲヘゴ：7m以上・奄美群島以南の琉球列島
- C. ogurae　メヘゴ：4m・小笠原・父島
- C. podophylla　クロヘゴ：1.5m・八丈島および奄美以南の琉球列島

## 利用
その姿は熱帯を強く意識させるもので、温室などでよく栽培される。小型のものは観葉植物として扱われる場合もある。ヘゴなどは食用とされる。また茎にでんぷんを蓄積する種があり、それも利用される。幹は建材とされ、特に根の絡んだ部分はヘゴ板と称し、園芸素材、特に洋ランや着生植物の栽培に用いられる。この分野では代替品がないほどに好まれ、その需要は多くの種の生存を脅かすまでになっている。ヘゴ科植物がワシントン条約で規制される一因でもある。シシガシラ科のブレクヌム・ギッブム Blechnum gibbum は高さ90cmほどになり、これも観葉植物として扱われている。タスマニア原産のディクソニア・アンタルクティカ（Dicksonia antarctica）は庭木として定着している。
ニュージーランド産のシルバーリーフファーン (Cyathea dealbata ヘゴ科ヘゴ属)はニュージーランドにおいてナショナルシンボルとされ、ラグビーチームであるオールブラックスのユニフォームデザインとしても使用されている。

## 真の木本であったもの
古生代シルル紀にはすでに維管束植物が陸で生活を始めていたとされる。それらは小葉類と大葉類の二つの大きな系統に分かれた。大葉類からはシダ綱や種子植物が進化した。これに類するものとしては前裸子植物のアルカエオプテリス Archaeopteris が太さ1.5m、高さ10mにも達した。これは現在の種子植物と同様に真正中心柱を持ち、二次成長したとされる。小葉類でもリンボク属 Lepidodendron などは樹高30mにも達した。これは原生中心柱を基本としていたが、二次成長したと考えられている。これらは真の木本と言える。
リンボクに見られる構造は現在のミズニラ属などにも見られ、やはり二次成長するが、ごく小さな水草である。他にシダ綱のハナヤスリ類が例外的に二次成長するが、小型の草本ばかりである。